# Мері Поппінс

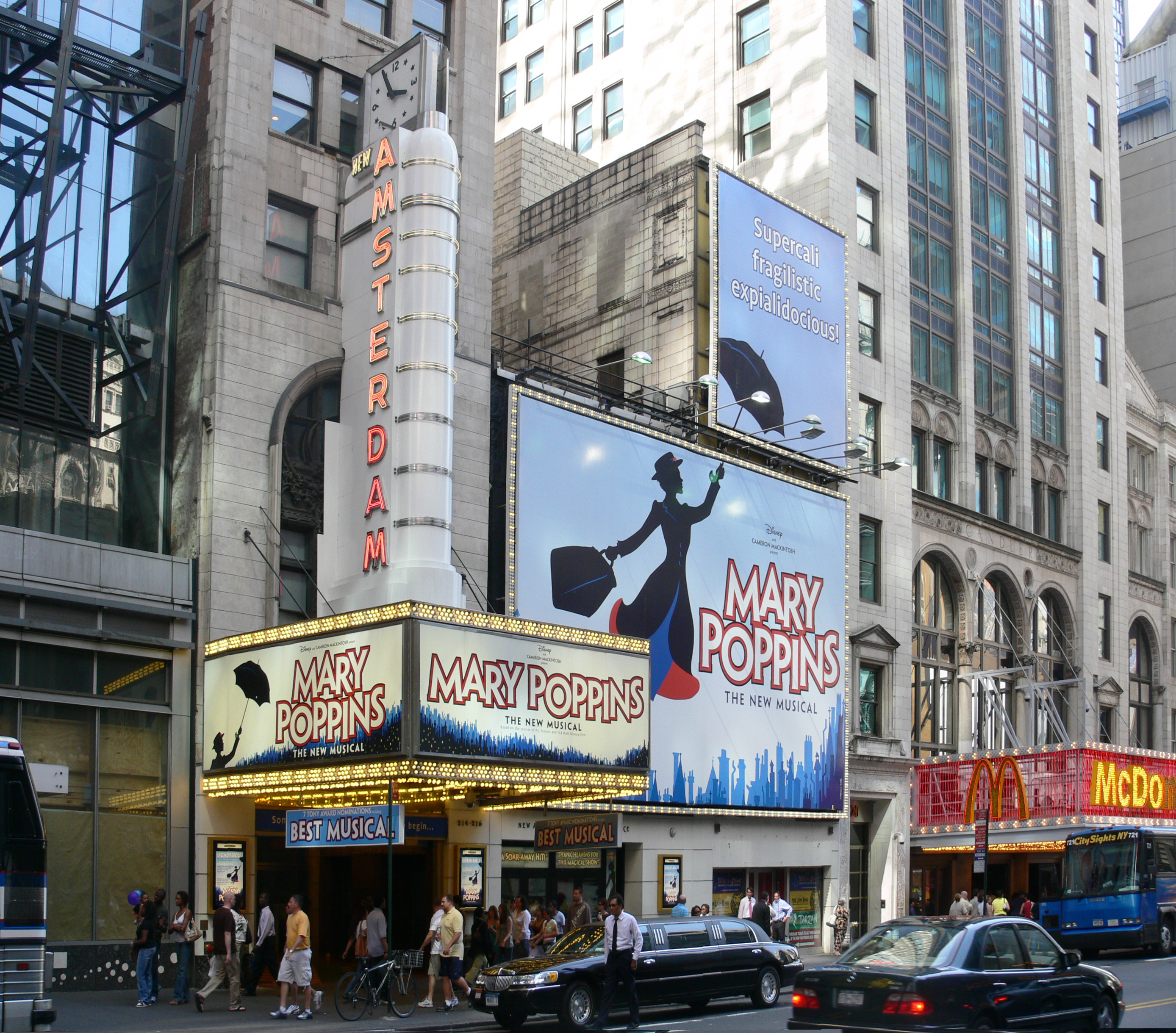
Театральна постановка Mary Poppins на Манхеттені в Нью-Йорку

Ме́рі По́ппінс (англ. Mary Poppins) — персонаж казкових повістей дитячої письменниці Памели Треверс, няня-чарівниця, що виховує дітей в одній із лондонських сімей. Книги про Мері Поппінс, перша з яких вийшла в 1934 році, отримали величезну популярність в багатьох країнах світу.
В Україні донедавна видавалися (у неповному обсязі) лише дві з восьми повістей про дивовижну няню: «Мері Поппінс» та «Мері Поппінс повертається» (пер. з англ.  Євгенії Горевої. — К.: Веселка, 1981, мал. Євгена Попова; К.: Школа, 2002, мал. А. Чукавіна). В 2014 році видавництво «Рідна Мова» (український підрозділ видавництва «Махаон-Україна») розпочало видання всіх восьми книг Памели Треверс українською мовою; проект був завершений 2016 року: переклад  Володимира Панченка, художник Арсен Джанік'ян.
Перша повість про чарівну няню починається з опису невлаштованого побуту сім'ї Бенксів, де голова сімейства разом із дружиною не може впоратися з дітьми. Бенкси одну за іншою наймають нянь, але ці спроби закінчуються невдало, поки відповідальну посаду не обіймає загадкова і рішуча молода леді.

## Образ персонажа
Треверс створила образ «ідеальної няні». Мері Поппінс — молода жінка звичайної зовнішності (в неї «блискуче чорне волосся, наче в дерев'яної ляльки», вона «струнка, руки й ноги в неї великі, а маленькі очі сині й проникливі» — пер. Є. Горевої). Її відрізняє акуратність і прекрасні манери; туфлі Мері Поппінс завжди начищені, фартух накрохмалений, від неї виходить аромат мила «Сонячне» і свіжо-підсмажених грінок. Вона не визнає жодних рекомендацій, ставить свої умови щодо вихідного дня, при цьому за свої послуги погоджується на найменшу платню. Усе майно героїні складається з парасольки (з ручкою у вигляді голови папуги) та великої килимової (гобеленової) сумки — яка, втім, вміщає все, що необхідно її власниці, включаючи розкладне ліжко.
Памела Треверс надає своїй героїні акцент і словниковий запас справжньої лондонської няні: елементи вимови кокні в поєднанні з помірним мовним аристократизмом й пирханням.
Сувора й бездоганно вихована, Мері Поппінс також є гордовитою та самовдоволеною: вона завжди милується собою в дзеркалі та власних думках, їй подобається бути «найдосконалішою з будь-якого погляду особою» (пер. В. Панченка). Няня часто робить зауваження дітям через їх, на її думку, недостатньо гарне поводження, особливо коли вони починають говорити про її магічні вчинки — бо Мері Поппінс постійно заперечує, що здатна вчиняти будь-що незвичайне і неналежне для вихованої англійської леді. Емоційною вона дозволяє собі бути лише зі своїми близькими друзями, серед яких Продавець Сірників Берт, пані Коррі та інші. Однак суворість Мері Поппінс легко сприймається як дітьми, так і їх батьками. Вона щиро любить своїх вихованців, піклується про них і готова, якщо буде потрібно, «горою стояти» за них[джерело?].
Разом з цим, Мері Поппінс часом поводиться «по-дитячому» і здійснює чудеса, що дуже захоплює її вихованців: в'їжджає поруччям сходів на другий поверх, дає малим замість ліків полуничне морозиво й лимонний сироп, розмовляє з птахами й звірятами, мандрує з дітьми навколо світу за допомогою чарівного компаса, святкує свій день народження в нічному зоопарку, Новий Рік — у світі казкових персонажів, а Хелловін — серед тіней своїх родичів, друзів та знайомих, і робить багато іншого. Вона вміє створювати чарівні пригоди з нічого: із звичайнісіньких предметів і за звичайнісіньких умов. Деякі з цих пригод відбуваються в Лондоні, інші — в дивовижних сферах[джерело?].
Часто Мері Поппінс розповідає дітям «на новий лад» казки, що базуються на англійських народних пісеньках і прислів'ях (про Корову-Танцюристку, про Кота, що дивився на Короля, тощо), причому персонажі цих казок тут же візуалізуються.
Мері можна характеризувати як персонажа, який існує в кожному мислимому жанрі фентезі відразу: у світі багато чудесних людей і явищ, але тільки Мері Поппінс знайома з ними всіма. Нахабний Шпак, який з'являється в перших двох книгах, називає її «Великим Винятком» (пер. Є. Горевої), маючи на увазі, серед іншого, що вона єдина людина, котра зберегла магічні вміння, якими володіють немовлята (наприклад, вміння спілкуватися з тваринами), поки вони не виростуть й не забудуть їх.
З'являється Мері Поппінс також незвичайним способом — за вітром, використовуючи при цьому парасольку, повітряний змій або навіть ракету від феєрверка.
Всі численні родичі Мері Поппінс мають чарівні здібності; принаймні один з них з'являється в кожній книзі: пан Перрукс, який злітає в повітря, коли йому «потрапляє до рота смішинка»; пан Верзу — майстер на всі руки, що полюбляє стояти на голові; пан Твіґлі — майстер музичних скриньок, у якого один раз на багато років виконуються сім його бажань; пані Коррі — хазяйка чарівної кондитерської, що колись була знайома зі Святим Юрієм та королем Альфредом Великим; пан Му — малесенький чоловічок із пластиліну; і навіть Чоловік-на-Місяці з англійської дитячої пісеньки[джерело?].
Своїх вихованців Мері Поппінс вчить бачити казкове в звичайних речах і не боятися будь-яких змін.

## Створення образу
Памела Ліндон Треверс (справжнє ім'я якої було Гелен Ліндон Гофф) стверджувала, що образ Мері Поппінс сягає корінням у її австралійське дитинство. За словами письменниці, деякі риси казкової няні були запозичені нею у покоївки-ірландки, яка працювала в будинку Гофф:
 У Белли — чи її звали Бертою? — була парасолька з ручкою у вигляді голови папуги. Мене це зачаровувало. У вихідні, на прогулянці... вона розповідала нам фантастичні історії про те, що вона робила і бачила. Навіть не розповідала, а натякала, що було набагато краще. «Ах, — говорила вона, маючи вигляд Кассандри, — коли б ви тільки знали, що сталося з дівером моєї кузини!» Але у відповідь на наші благання продовжувати Белла напускала на себе приголомшливо загадковий вигляд і запевняла, що історія зовсім невимовна й, у всякому разі, не призначена для дитячих вух... Те, про що вона не розповідала, завжди було значніше, цікавіше, ніж життя. 
Іншим прототипом Мері Поппінс, можливо, була двоюрідна бабуся майбутньої письменниці на ім'я Христина Сарасет («тітка Сесс»). Їй, за спогадами Треверс, подобалось «пирхати», та вона мала «суворий вигляд, але ніжне серце».
У 1926 році Треверс опублікувала в новозеландської газеті «Christchurch Sun» коротке оповідання «Мері Поппінс та продавець сірників». Згодом ця історія була перероблена і стала 2-й главою остаточної версії казки. У ній Мері зовсім не настільки неприступна, як в подальшій оповіді, а являє собою, скоріше, романтичну героїню. (Пізніше Треверс заперечувала цю ранню появу персонажа, стверджуючи, що Мері з'явилася повністю у її голові в 1934 році).
Взимку 1933—1934 рр. Треверс хворіла плевритом і набиралася сил у старому англійському будинку в Сассексі. Саме тут вона створила першу книгу про Мері Поппінс:
 Це був маленький занедбаний особняк в маєтку, настільки старому, що він згадується в «Книзі Страшного суду», серед повної легенд сассекської рівнини. Але я не потребувала цього, щоб зануритися в казкову атмосферу, оскільки витала в ній з раннього дитинства і не розлучаюся з нею донині. Я завжди вважала, що Мері Поппінс прийшла до мене, коли я одужувала після хвороби, тільки для того, щоб мене потішити, і мені й на думку не спадало вставляти її в книгу, поки один з друзів не познайомився із записами про неї та не знайшов їх захоплюючими. Я ніколи не сприймала ситуацію, ніби це я сама придумала Мері. Можливо, це вона мене придумала, й саме тому мені так важко писати про себе автобіографічні нотатки. 
Записи дуже швидко перетворилися на книгу, яка була видана у цьому ж 1934 році.
Стосовно імені головної героїні висловлюються різні версії. Згідно з однією, Треверс вперше побачила напис «M. Poppins» в дитинстві, на обкладинці якоїсь книжки. Відповідно до іншої версії, письменниця запозичила його у лондонського провулка «Poppin's Court», повз який ходила на роботу.
Відомо що після знайомства в 1925 році з поетом-містиком Джорджем Вільямом Расселлом, який займався окультними практиками, Треверс захопилася вченням Блаватської та інших теософів. Прихильники цих поглядів схильні підкреслювати езотеричні мотиви в книгах про Мері Поппінс й навіть розглядати її як Вчителя дзен-буддизму: «Вона ніколи не пояснює що, як і чому, але показує на практиці, вводить учня до простору чарівництва; вона не творить чудеса, але виявляє їх у реальності, робить їх видимими для оточуючих».
Сама Треверс у листі до літературознавця Стефана Бергштейна писала:
 Було б помилкою вважати мої твори суто дитячими книгами. Вони не в меншій мірі призначені для дорослих читачів. 
У той же час письменниця ніколи не прагнула перетворити свої книги на містичні трактати. «Я хочу, щоб люди завжди відчували диво казки, диво дитинства», — писала вона у одній зі своїх статей.
«Для Памели Треверс життя було цікавою і дивовижної грою. У книгах про Мері Поппінс вона стверджувала, що всі діти мають найпотаємніші знання про наш світ, однак з віком все забувають, а їхнє життя з чарівної казки перетворюється на сіру рутину. Але Мері була іншою: вона виросла — та не забула. Такою ж була і Памела. У містиків вона шукала одну ідею — про те, що наш світ зовсім не такий нудний, як може здатися. Життя чарівне і надзвичайне, треба тільки уміти це побачити».
Коли перша книга готувалася до друку, для її оформлення планувалося запросити Ернеста Шепарда, ілюстратора книг «Вінні-Пух» і «Вітер у вербах». Однак Шепард був занадто зайнятий іншими проектами; але Треверс випадково звернула увагу на різдвяну листівку, що була оформлена донькою художника, Мері. Її стиль сподобався письменниці, й в 1934 році Мері Шепард, якій було 23 роки, проілюструвала першу книгу про Мері Поппінс, а потім й всі її продовження аж до 1988 року.
Треверс вказала художниці на голландську фарфорову ляльку як на зразок для зображення головної героїні. Зараз ця лялька, разом з іншими речами письменниці, зберігається в нью-йоркській бібліотеці Доннел. Вона дійсно багато в чому схожа на опис няні з книги: блискуче коротке чорне волосся, тонка фігура, великі ступні і руки, маленькі блакитні очі, кирпатий ніс, витончений стиснутий рот.

## Книги про Мері Поппінс
- Мері Поппінс (англ. Mary Poppins), 1934
- Мері Поппінс повертається (англ. Mary Poppins Comes Back), 1935
- Мері Поппінс відчиняє двері (англ. Mary Poppins Opens the Door), 1943
- Мері Поппінс у парку (англ. Mary Poppins in the Park), 1952
- Мері Поппінс від А до Я (англ. Mary Poppins From A to Z), 1962
- Мері Поппінс на кухні (англ. Mary Poppins in the Kitchen), 1975
- Мері Поппінс на Вишневій вулиці (англ. Mary Poppins in Cherry Tree Lane), 1982
- Мері Поппінс і сусідній будинок (англ. Mary Poppins and the House Next Door), 1988

## Видання українською
- Мері Поппінс. К.: Веселка, 1981, переклад Є. А. Горєвої, художник Є. Попов (Скорочений переклад за вид.: P. L. Travers «Mary Poppins» and «Mary Poppins Comes Back»)
- Мері Поппінс. К.: Школа, 2000, 2002, 2010, переклад Є. А. Горєвої, художник А. Чукавін (Скорочений переклад)
- Мері Поппінс. К.: Рідна Мова, 2014, переклад В. Панченка, художник А. Джанік'ян
- Мері Поппінс повертається. К.: Рідна Мова, 2015, переклад В. Панченка, художник А. Джанік'ян
- Мері Поппінс відчиняє двері. К.: Рідна Мова, 2015, переклад В. Панченка, художник А. Джанік'ян
- Мері Поппінс у парку. К.: Рідна Мова, 2016, переклад В. Панченка, художник А. Джанік'ян
- Мері Поппінс від А до Я (книжки 5—8). К.: Рідна Мова, 2016, переклад В. Панченка, художник А. Джанік'ян

## Структурні повтори в книгах
Памела Треверс активно використовувала в книгах про Мері Поппінс структурні повтори, що наближає їх до фольклорних творів.
Найбільш помітно це на сюжетному рівні. Багато історій мають «двійників» в інших книгах, де повторюються схожі сюжети та обставини. Наприклад, нагадують одна іншу історії про трьох родичів Мері – її дядечки пана Перрукса («Смішинка») та двоюрідних братів пана Верзу («Курзу-Верзу») і пана Твіґлі («Бажання Пана Твіґлі»). Схожими між собою є розділи про пані Коррі та Неллі-Рубіну; про дівчинку-зірку Майю («Різдвяні подарунки») та кам'яного хлопчика Нелея («Мармуровий Хлопчик»); про продавниць повітряних кульок (Бабуся, «Кулька кульці не рівня») і льодяників-коників (панна Каліко, «М'ятні коники»). Ще одну сюжетну групу складають розповіді про свята: «Повний Місяць», «Вільний вечір», «Пора припливу»; до них також прилягають «Довго й щасливо» та «Хелловін», які, в свою чергу, є «двійниками» між собою. За однією схемою побудовані розділи «Неслухняна середа» (2 книга) і «Щасливий четвер» (4 книга); історії на основі народних англійських пісеньок ( «Корова-танцюристка», «Історія Робертсона Ей», «Кіт, що дивився на Короля»); та ін. Появи та зникнення Мері теж є однотипними.
Друга лінія повторів – це використання паралельних фрагментів в тих історіях, які відносяться до різних сюжетних груп. Монетки на сукні пані Коррі схожі на шпильки, що покривають сукню панни Каліко; однаковим чином починаються розділи «Неслухняний вівторок» з першої книги та «Неслухняна середа» з другої, хоча подальший розвиток їх сюжетів не збігається; та ін.
Існує також третя лінія структурних повторів – на рівні заголовків розділів: так, в першій і другій книгах вони переважно є паралельними між собою (при тому, що паралель між заголовками не обов'язково вказує на паралельність сюжетів саме цих розділів). Наприклад, назва розділу із першої книги «Miss Lark's Andrew» («Панна Ларк та її Ендрю») віддзеркалюється в заголовку «Miss Andrew's Lark» («Панна Ендрю та її Жайвір») з другої книги.

## Кінообраз
Волт Дісней вперше спробував придбати права на фільм «Мері Поппінс» ще в 1938 році, але Треверс не погоджувалася, оскільки не вірила, що кіноверсія зможе передати її задум, і не хотіла, щоб про її героїню розповідалося засобами анімації. Лише в 1961 році Діснею вдалося придбати права, при цьому у Треверс зберігалося право на затвердження сценарію.
Мері Поппінс у виконанні Джулії Ендрюс (1964) також буває доволі суворою, як в тексті, але в той же час вона є більш ніжною та веселою, і не настільки самозакоханою, як в книгах. При цьому вона, як й належить головній героїні мюзиклу, співає і танцює. Також у фільмі набагато сильніше, ніж в повістях, звучить тема дружніх відносин Мері і Берта. Такий само образ Мері Поппінс втілила й Емілі Блант в сиквелі (2018).
Прийнято вважати, що Треверс залишилася вкрай незадоволеною фільмом, і що вона була проти затвердження на роль Джулії Ендрюс, так як вважала її дуже витонченої для цієї ролі. Проте вже після першої безпосередньої зустрічі з актрисою письменниця змінила свою думку і надала згоду.
У радянському фільмі «Мері Поппінс, до побачення» (1983) образ головної героїні був представлений дещо в іншому ключі. Режисер Леонід Квініхідзе розповідав в інтерв'ю, що «задумував знімати не дитячий фільм, а музичну казку для дорослих... Для мене стало несподіванкою, що фільм дуже сподобався дітям». Мері Поппінс він трактував, відповідно до тексту Треверс, як «леді Досконалість». Наталії Андрейченко, щоб отримати головну роль, довелося за два тижні схуднути майже на 15 кілограмів. Згідно з глядацьким сприйняттям, Мері Поппінс вийшла у Квініхідзе більш холодною, зарозумілою і самовпевненою, ніж в американській версії (що також ближче до тексту книги).

## Екранізації повістей про Мері Поппінс
- 1949 — Першою екранізацією стала телепостановка в прямому ефірі американської студії CBS, яка була показана в межах серії передач «Studio One» (в ролі Мері Поппінс — Мері Вікс)
- 1964 — «Мері Поппінс» (англ. Marri Poppins), — американський фільм-мюзикл (в ролі Мері Поппінс — Джулія Ендрюс)
- 1983 — «Мері Поппінс, до побачення» (рос. Мэри Поппинс, до свидания) — радянський телевізійний фільм-мюзикл (в ролі Мері Поппінс — Наталія Андрейченко, співає Тетяна Вороніна)
- 2018 — «Мері Поппінс повертається» (англ. Mary Poppins Returns) — продовження фільму 1964 року (в ролі Мері Поппінс — Емілі Блант)

## Мюзикл
У 1993 році лондонський театральний продюсер Камерон Макінтош придбав у Памели Треверс права на розробку сценічної адаптації книг про Мері Поппінс. Раніше письменниця відмовлялась навіть розмовляти про це, бо вона була незадоволена кіноадаптацією Діснея. Вона поставила Макінтошу умови, що всі творці постановки повинні бути англійцями, і що в спектаклі не повинно бути жодного запозичення з фільму Діснея. Вже після смерті Треверс, у 2001 році Макінтош і Томас Шумахер, голова «Disney Theatrical Productions Ltd.», почали перемовини про співпрацю.
Прем'єра мюзиклу відбулася в Лондоні (Вест-Енд) в 2004 році. Він вмістив як пісні з фільму, так і спеціально написані музичні номери. Сюжет з'єднував деякі сцени з фільму та ряд епізодів з перших двох книг. На прем'єрі була присутня перша виконавиця ролі знаменитої няні — Джулія Ендрюс. Мюзикл лишався на лондонській сцені до січня 2008 року.
16 листопада 2006 року відбулася прем'єра бродвейської версії мюзиклу на сцені New Amsterdam Theatre. Вона мала деякі відмінності від лондонської. Мюзикл витримав 2619 постановок; останній його показ відбувся 3 березня 2013 року.
В обох версіях, лондонській та бродвейській, характер Мері Поппінс був більш загадковим і таємничим, ніж у фільмі. Вона трохи суворіша з дітьми (але тільки тому, що хоче, щоб вони стали кращими). Крім того, Мері у сценічній версії більш романтично сприймає почуття Берта стосовно неї.
Мюзикл «Мері Поппінс» грали також в Австралії, Австрії, Канаді, Чехії, Данії, Естонії, Фінляндії, Німеччині, Угорщині, Ісландії, Ірландії, Італії, Японії, Мексиці, Нідерландах, Новій Зеландії, Норвегії, Швеції, Швейцарії, Об'єднаних Арабських Еміратах; понад одинадцять мільйонів людей бачили це шоу у всьому світі.
У РФ за мотивами фільму «Мері Поппінс, до побачення» був створений однойменний мюзикл.
14 вересня 2018 року було оголошено, що восени 2019 року відбудеться прем'єра оновленої версії мюзиклу в Лондоні.

## Цікаві факти
- Валері Лоусон, автор біографії Памели Треверс, стверджує, що не тільки Мері, але також багато інших персонажів перейшло в казку з реального життя австралійського містечка Боурал; деяким з них письменниця навіть залишила їх справжні імена: це власниця кондитерської пані Коррі з двома дочками, дядько Доджер Вудс, панна Квіґлі (гувернантка, яка згадується на початку другої книги).[21]
- У шостому розділі першої книги («Неслухняний вівторок»), у первинній редакції 1934 року, Мері з дітьми за допомогою чарівного компаса відвідують чотири сторони світу і зустрічаються з місцевими жителями: ескімосом, африканцем, китайцем та індіанцем. При цьому використовувалися неполіткоректні характеристики цих народів, що викликало нарікання з боку деяких читачів. У 1967 році Памела Треверс частково переписала текст: усунула слова і характеристики персонажів, які могли сприйматися як образливі. Однак з плином часу цих виправлень виявилося недостатньо: у 1980 році «Мері Поппінс» була заборонена у державній бібліотеці Сан-Франциско через негативні етнічні стереотипи.[22] Після цього текст був переписаний Треверс ще раз: тепер мандрівники зустрічаються не з представниками народів, а з притаманними даній місцевості тваринами.[23]
- 13 серія восьмого сезону мультиплікаційного серіалу «Сімпсони», під назвою «Simpsoncalifragilisticexpiala (Annoyed Grunt) cious», являє собою пародію на «Мері Поппінс» — більшою мірою на фільм 1964 року, ніж на книгу. У будинку Сімпсонів з’являється дивовижна няня на ім’я Шері Боббінс. Вона здатна змінити на краще кого завгодно, але тільки не Сімпсонів.
- В одному з епізодів церемонії відкриття Літніх Олімпійських ігор 2012 року у Лондоні ціла армія Мері Поппінс (32 акторки) «зійшла з неба» зі своїми парасолькам, вступаючи в бій з дитячими нічними кошмарами, яких підтримували лиходії британської дитячої літератури: Чирвова Королева, Капітан Гак, Лютелла де Віль та Лорд Волдеморт.[24][25]

## Зауваження
1. ↑  Судячи з деяких ознак, перекладач орієнтувався, крім англійського оригіналу, на російські переклади; це особливо помітно в книзі «Мері Поппінс від А до Я», де є розділи, що відсутні в оригінальному тексті — через різну кількость літер в англійському й слов’янських алфавітах.
2. ↑  Відносини між Треверс і Діснеєм зображено у фільмі «Порятунок містера Бенкса» (2013).